# Werner Tutter
Kurt Werner Tutter (* 4. Dezember 1909 in Prag-Smíchov; † 9. März 1983 in Kötzting) war ein deutscher Kriegsverbrecher im Zweiten Weltkrieg und während des Kalten Krieges als Agent der Staatssicherheit der Tschechoslowakischen Sozialistischen Republik (ČSSR) tätig.

## Leben und Wirken

### Erste Republik
Tutter wurde im Prager Stadtteil Smíchov als Sohn der aus Wenkerschlag in Südböhmen stammenden Konrad Tutter und Meta geborene Meissner geboren. Er absolvierte ein Ingenieurstudium und beherrschte acht Sprachen. Verheiratet war er mit Ilse, geborene Lügner, mit der er zwei Söhne und eine Tochter hatte. Während der Ersten Republik engagierte sich der als technischer Beamter tätige Tutter zunehmend politisch in deutschnationalistischen Kreisen. Seit 1934 war er als Mitglied der Sudetendeutschen Heimatfront polizeibekannt. 1935 entstand daraus die Sudetendeutsche Partei (SdP); Tutter fungierte als Vorsitzender des Kreisverbandes Prag und war zudem Werbeleiter und Pressewart der SdP. Er hielt Vorträge auf Parteiveranstaltungen, veranstaltete Redefernkurse und fungierte als Redakteur der Blätter Der Ruf und Nachrichtenblatt der Sudetendeutschen Heimatfront. Bei der von Tutter geleiteten Monatsversammlung des Prager SdP-Kreisverbands unter dem Motto „Der Kampf um das Recht und die Ehre des deutschen Arbeiters sowie Mitteilungen der Organisation“ hielt am 25. November 1936 im Deutschen Haus in Prag der Abgeordnete Georg Wollner vor ca. 800 Teilnehmern eine Hetzrede gegen den tschechoslowakischen Staat, so dass die Versammlung durch die Polizei aufgelöst wurde. In der Kommunalwahl am 22. Mai 1938 wurde Tutter als SdP-Kandidat (zusammen mit Josef Pfitzner und Fritz Pawellek) in den Prager Stadtrat gewählt.

### Zeit des Nationalsozialismus und Kriegsverbrechen
Nach dem Münchner Abkommen übersiedelte Tutter mit seiner Familie im November 1938 nach Reichenberg, wo er einen Posten als Referent am Reichsamt für Propaganda erhielt. Tatsächlich war er dort jedoch für die Abwehr tätig. Im Zusammenhang mit einem Verkehrsunfall musste Tutter 1939 das Sudetenland verlassen und kehrte nach Prag zurück, wo er als Dolmetscher und Organisator von Konferenzen wirkte.
Nach dem Beginn des Zweiten Weltkrieges war Tutter als Berichterstatter für die Abwehr in Italien, Jugoslawien, Bulgarien, Rumänien und der Türkei unterwegs. Nach der Einberufung an die Front wurde er im Kaukasus verletzt. Ab Januar 1943 wirkte Tutter in der zur II. Abteilung der Abwehr gehörigen „Division Brandenburg“. Im Zuge der Reorganisation der Abwehr durch Otto Skorzeny wurde Tutter 1944 Angehöriger der aus der „Division Brandenburg“ gebildeten SS-Einheit Südost. Zu dieser gehörte das in Baden bei Wien zur Partisanenbekämpfung im Protektorat Böhmen und Mähren und der Slowakei unter dem Befehl von SS-Obersturmführer Walter Pawlofski aus Deutschböhmen, Deutschslowaken, Hlinka-Gardisten und Angehörigen der Hlinka-Jugend gebildete SS-Einsatzkommando „Josef“. Nach der Verlegung des SS-Einsatzkommandos in die Slowakei und Errichtung einer Ausbildungsstätte in Sekule für Nahkampf, Notwehr, Vernichtung von Gebäuden und Brücken sowie Attentatsvorbereitung wurde SS-Oberscharführer Tutter zu dessen stellvertretenden Kommandeur ernannt. Im „praktischen Teil der Ausbildung“ sind dabei mindestens 44 Morde in der Slowakei erfolgt. Die Ausbildungsstätte Sekule wurde im Frühjahr 1945 aufgelöst und Teilnehmer in Gruppen aufgeteilt.
Tutter erhielt das Kommando über eine Gruppe mit dem Einsatzgebiet in Mähren, die über Třešť, Valašské Meziříčí nach Vizovice zog, um in der Walachei im Rahmen der Operation „Auerhahn“ zusammen mit der Gestapo und regulären SS-Divisionen gegen die zunehmenden Aktionen der 1. tschechoslowakischen Partisanenbrigade „Jan Žižka“ vorzugehen. Am Abend des 18. April 1945 verlas Tutter den Einsatzbefehl für den nächsten Tag zur Gefangennahme von Partisanen und ihrer Helfer in Ploština. In den Mittagsstunden des 19. April 1945 erreichte das Kommando „Josef“ Ploština, wo es acht der zehn Häuser niederbrannte und 24 Menschen ermordete. Am 23. April 1945 war das Kommando „Josef“ an einer weiteren Operation gegen Partisanen beteiligt, bei der in Prlov 21 Personen ermordet wurden.
Nach Abschluss der Operation „Auerhahn“ ging Tutter wieder zu seiner Familie nach Prag. Dort wurde er im Mai 1945 als Deutscher verhaftet und wenig später nach Bayern abgeschoben.

### Nachkriegszeit, Verurteilung als Kollaborateur und Agententätigkeit für den Staatssicherheitsdienst der ČSSR
In Bayern wurde Tutter mit seiner Familie in Weißenstadt ansässig, erhielt eine Stelle beim bayerischen Landwirtschaftsministerium. Im September 1946 verhaftete der US-Nachrichtendienst Tutter auf Antrag des tschechoslowakischen Generals Ečer und lieferte ihn im November 1946 an die Tschechoslowakei aus, wo ihm in Bratislava der Prozess gemacht wurde. Gegenstand der Anklage waren jedoch nicht die Morde in Ploština und Prlov, sondern lediglich seine Tätigkeit als Instrukteur und Leiter des Ausbildungslagers Sekule. Ab 28. April 1948 verurteilte das Volksgericht Bratislava Tutter wegen Kollaboration zu sechs Jahren Haft, die er als Gefangener Nr. 6358 im Gefängnis Leopoldov verbüßte.
Nach seiner Haftentlassung wurde Tutter 1952 in das Sammellager Ostrava-Kunčičky verbracht. Von dort wurde er mehrmals zu „Verhören“ nach Prag abgeholt, wobei es wahrscheinlich um Anwerbungsgespräche durch den tschechoslowakischen Staatssicherheitsdienst gehandelt hat. Anschließend kehrte Tutter 1954 als Spätheimkehrer und zugleich als Agent „Konrad II.“ aus der ČSSR zu seiner Familie nach Weißenstadt zurück. Später zog er nach Frankfurt am Main und arbeitete als Geschäftsmann.
Nach der Errichtung der NATO-Abhöranlage Fernmeldesektor „F“ auf dem Hohenbogen wurde Tutter wegen seiner Sprachkenntnisse ab 1962 als Zivilangestellter der Bundeswehr Horchfunker im Luftwaffen-Fernmelderegiment 72 der Bundeswehr und zog nach Kötzting. Tutter leitete dem Staatssicherheitsdienst u. a. Nachrichten über Tarnfirmen des deutschen Nachrichtendienstes weiter und übergab im Dezember 1962 den Organisationsplan und eine Aufstellung des Personalbestands des zur Abhörung des Funkkontaktes der Piloten der ČSSR und DDR geschaffenen Luftwaffen-Fernmelderegiments 72 der Bundeswehr. 1966 erhob die Staatsanwaltschaft Prag Anklage gegen Tutter wegen des Massakers von Ploština. Im Zuge der Untersuchungen lobte der Staatssicherheitsdienst die wertvolle Zusammenarbeit mit Tutter und der stellvertretende Innenminister Jaroslav Klima veranlasste beim stellvertretenden Generalprokurator der Tschechoslowakei Jaroslav David die Einstellung des Falles Tutter/Pawlowski wegen möglicher Bedrohung der Interessen der ČSSR im Ausland. Im Januar 1969 erhielt Tutter den neuen Decknamen „Dietrich“.
Als am 12. Januar 1972 in der Sicherheitsschleuse im Fernmeldesektor „F“ ein verlorener Umschlag mit einer Skizze der Militäranlage, Schichtplänen, Telefonverzeichnis, einer Beschreibung der Geräteausstattung eines Horchwagens vom Typ 5 t MAN sowie einem maschinenschriftlichen Brief mit offensichtlich verdächtigem Inhalt aufgefunden wurde, geriet auch Tutter ins Visier der Ermittlungen des Landeskriminalamtes und des Militärischen Abschirmdienstes (MAD), da er zum Personenkreis gehörte, der die Schleuse zuvor passiert hatte. Aus dem Vernehmungsprotokoll geht hervor, dass Tutter bereits in anderen Vorgängen der MADGrp VI als Quelle gedient hatte und wahrscheinlich auch dem MAD als Agent diente. Tutter konnte den Verdacht auf einen Zivilangestellten der Anlagenwartung abwälzen, auf dessen Schreibmaschine der Brief geschrieben worden war. 1974 ging Tutter in den Ruhestand.
In seiner Heimatstadt Kötzting gehörte Tutter für die CSU fünf Jahre dem Stadtrat an, war Mitglied des evangelischen Kirchenvorstandes, Vorsitzender der Ortsgruppe der Sudetendeutschen Landsmannschaft und Leiter der örtlichen Volkshochschule. Wegen seines vielfältigen gesellschaftlichen Engagements war Tutter ein geachteter Bürger von Kötzting und wurde 1983 unter großer öffentlicher Anteilnahme beigesetzt.

### Deckung durch ČSSR-Behörden und späte Entlarvung als Kriegsverbrecher und Agent
Die Identität des Befehlshabers des SS-Einsatzkommandos „Josef“ war den ČSSR-Behörden offenbar lange bekannt. Wahrscheinlich bildete dieses Wissen auch die Grundlage für die Anwerbung Tutters als Agent des Staatssicherheitsdiensts der ČSSR. Den Überlebenden aus den niedergebrannten Dörfern wurden die Namen derjenigen, die für Brandschatzung ihrer Häuser und für den Tod ihrer Bekannten und Verwandten verantwortlich waren, vorenthalten.
Der 1959 erschienene, von kommunistischer Ideologie beeinflusste Roman Smrt' sa volá Engelchen von Ladislav Mňačko, der die Ereignisse von Ploština literarisch verarbeitet, gibt dem Verantwortlichen für das Massaker den Namen „Engelchen“ und der SS-Offizier wird in der Romanhandlung als Geigenbauer aus Klingenthal angegeben. Offen bleibt, ob die in literarischer Fiktion dem Kriegsverbrecher zugeschriebene, ganz andere Herkunft dabei beabsichtigt erfolgt ist.
Auf Intervention des Staatssicherheitsdiensts wurde ein 1966 von der Staatsanwaltschaft Prag eröffnetes Verfahren gegen Tutter eingestellt. In der Zeitung Hlas revoluce berichtete Roman Cilek am 28. Februar 1969 über die Kriegsverbrechen der SS-Einheit „Josef“ in Ploština und Prlov, dabei wurden auch die Namen Walter Pawlofski und Werner Tutter genannt. 1985 nannte Roman Cílek im Buch Smrt na prahu života den Namen Tutter im Zusammenhang mit der Brandschatzung von Prlov. Ebenso führte Cílek 1990 im Buch Ploština als Instrukteur des Massakers den SS-Oberscharführer Tutter an. Eine öffentliche Wahrnehmung erfolgte nicht und eine Verfolgung durch die kommunistischen Organe war auch nicht gewollt.
Die tschechische Zeitung Mlada fronta Dnes berichtete im November 2000, dass der Kriegsverbrecher Kurt Werner Tutter von den Mitgliedern der staatlichen Kommission für die Verfolgung von Kriegsverbrechern Jaroslav David und Jaroslav Klíma über Jahre gedeckt worden sei. Das Amt für Dokumentation und Untersuchung der Verbrechen des Kommunismus erhob daraufhin gegen David und Klima Anklage wegen Überschreitung der Kompetenzen als öffentliche Amtsträger und Strafvereitelung im Amt. Der Redakteur der Mladá fronta Dnes, Luděk Navara, recherchierte im Fall Tutter weiter und veröffentlichte seine Erkenntnisse 2002 im Buch Smrt si říká Tutter.
Die Berichte in tschechischen Medien veranlassten den aus Kötzting stammenden Germanisten und Slawisten Winfried Baumann zu Recherchen über den verstorbenen Kötztinger Bürger Kurt Werner Tutter, bei denen sich dessen Identität mit dem Kriegsverbrecher ergab. Das Straubinger Tagblatt veröffentlichte am 9. März 2001 unter dem Titel „Nazi-Verbrecher und Top-Agent der ČSSR lebte 20 Jahre lang unbehelligt in Kötzting“ einen ganzseitigen Beitrag Baumanns, der in Kötzting für Aufsehen sorgte.